# Ministero degli affari esteri (Vietnam)
Il Ministero degli affari esteri (Bộ Ngoại giao in vietnamita) è il dicastero responsabile del coordinamento della politica estera vietnamita. Ha sede ad Hanoi, la capitale, nel distretto di Ba Đình. Dal 2011, il ministro degli affari esteri è Phạm Bình Minh.
Il palazzo in cui ha sede, risalente al periodo coloniale, era in origine la sede del Ministero delle finanze dell'Indocina francese.